# Kariapatti
Kariapatti är en ort i Indien.   Den ligger i distriktet Virudhunagar och delstaten Tamil Nadu, i den södra delen av landet, 2 100 km söder om huvudstaden New Delhi. Kariapatti ligger 91 meter över havet och antalet invånare är 14 398.
Terrängen runt Kariapatti är mycket platt. Runt Kariapatti är det ganska tätbefolkat, med 239 invånare per kvadratkilometer. Närmaste större samhälle är Virudhunagar, 18,5 km sydväst om Kariapatti. Trakten runt Kariapatti består till största delen av jordbruksmark.